# Alnus mandshurica
Alnus mandshurica är en björkväxtart som först beskrevs av Alfons S. Callier, och fick sitt nu gällande namn av Hand.-mazz. Alnus mandshurica ingår i släktet alar, och familjen björkväxter. Inga underarter finns listade.

## Bildgalleri

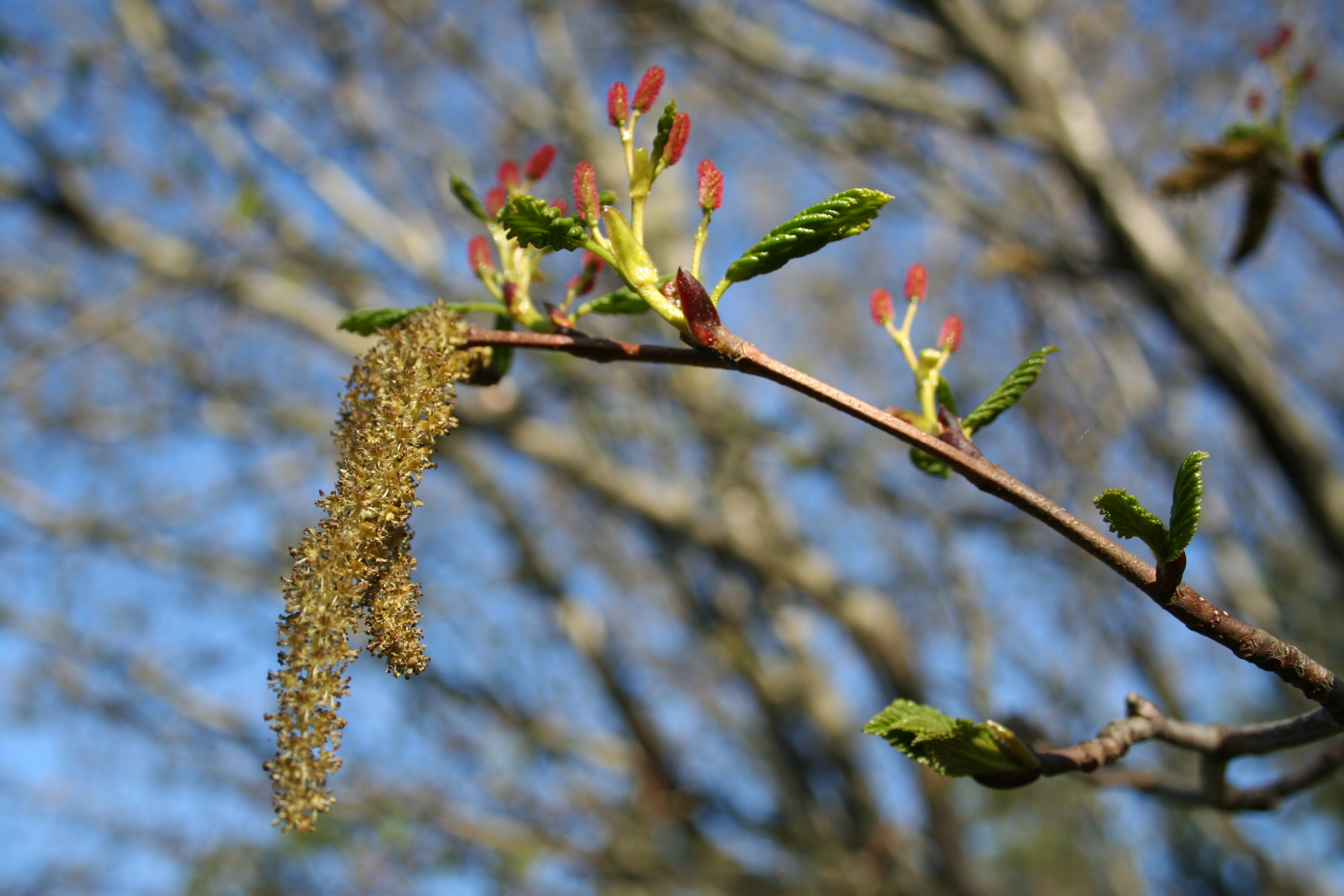
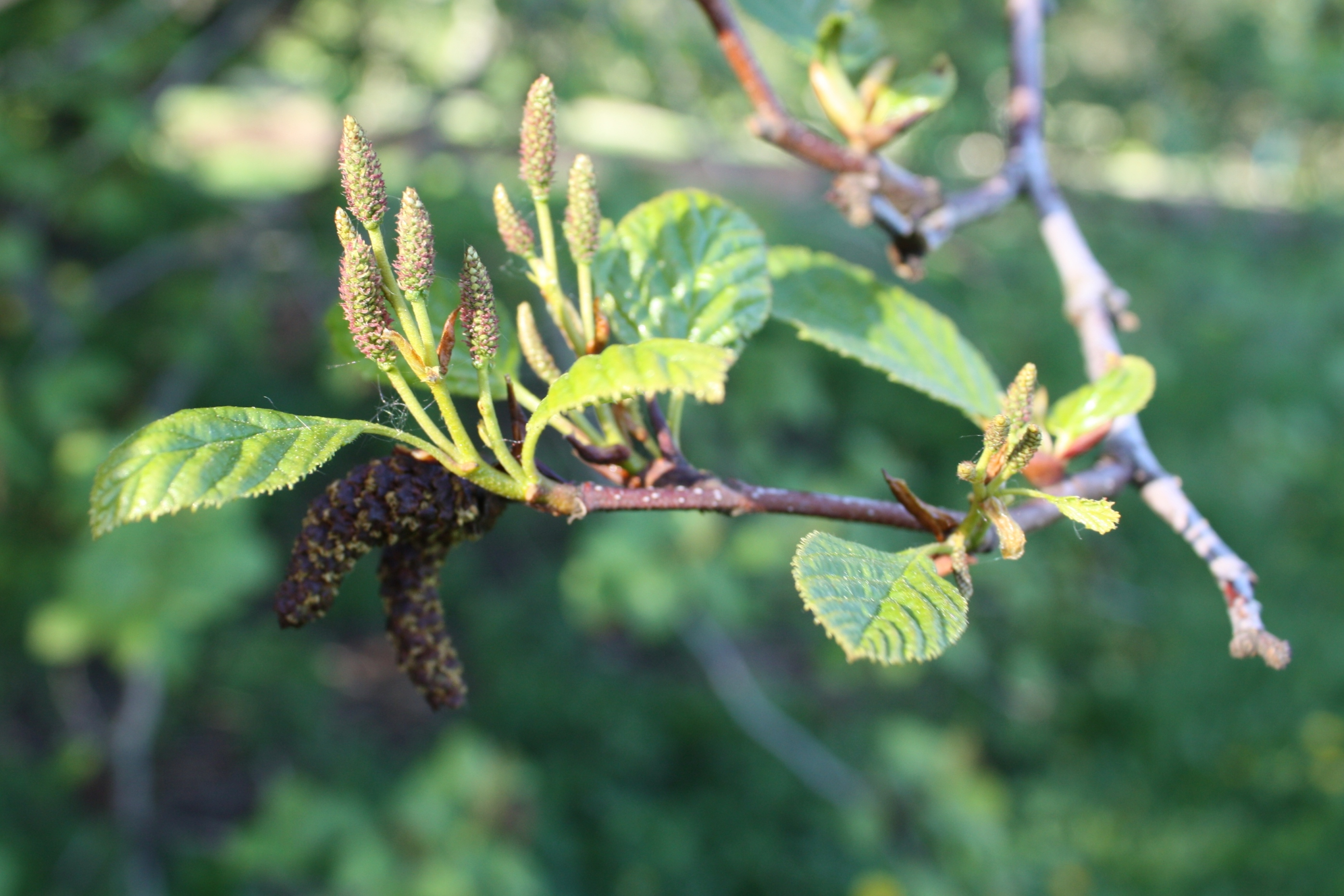
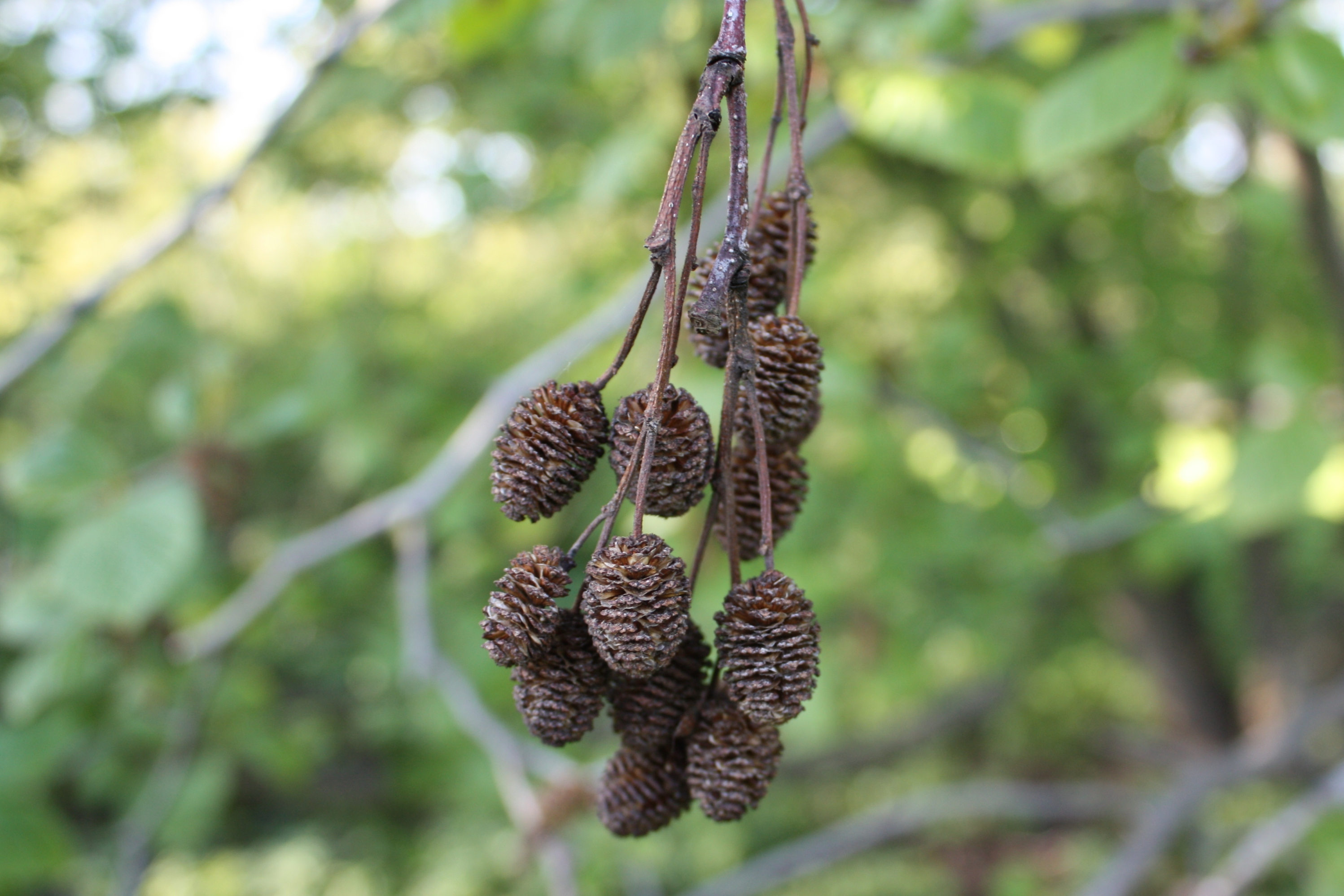
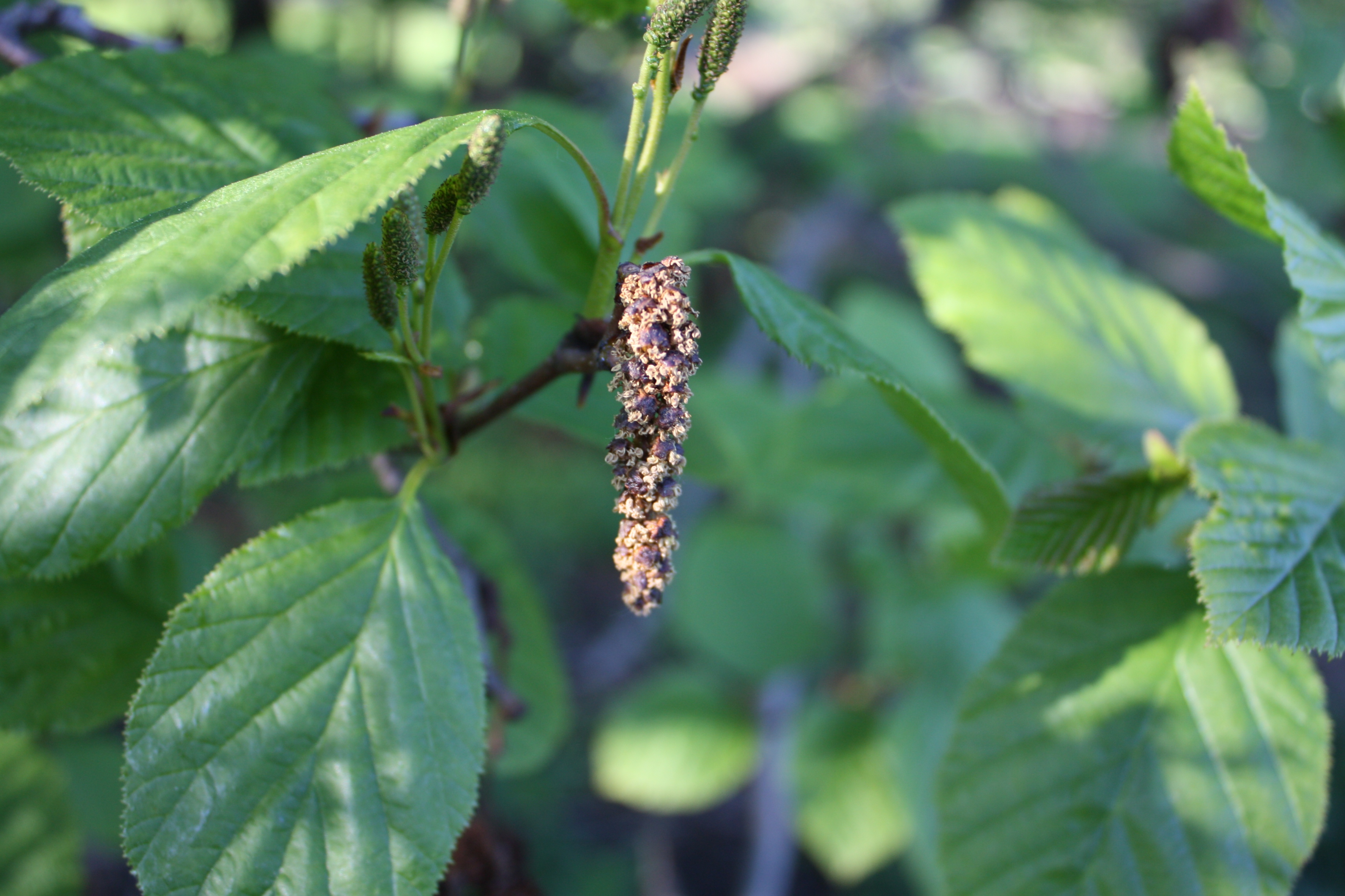